# نيك باتريك
نيك باتريك (بالإنجليزية: Nick Hamilton)‏ هو مصارع محترف أمريكي، ولد في 9 نوفمبر 1959 في ليكلاند في الولايات المتحدة.

## روابط خارجية
- نيك باتريك على موقع CageMatch worker (الإنجليزية)